# Vitali Kichtchenko
Vitali Edouardovitch Kichtchenko (en russe : Виталий Эдуардович Кищенко) est un acteur de théâtre et de cinéma russe, né le 25 mai 1964 à Krasnoïarsk, en RSFS de Russie. Il est Artiste émérite de la fédération de Russie depuis 2005.

## Biographie
Vitali Kichtchenko naît le 25 mai 1964 à Krasnoïarsk, en Sibérie orientale.
Il est diplômé de l'Université d'État des beaux-arts de Krasnoïarsk en 1985, élève des professeurs G. Oganessian et M. Kogan.
Il commence par la suite à jouer dans sa ville natale, au Théâtre du jeune spectateur de Krasnoïarsk (en russe : Красноярский ТЮЗ), avant de s'installer dans l'oblast de Kaliningrad.
Il y fait ses premiers pas d'acteur en 1989, à Sovetsk, au Théâtre du jeune spectateur de l'oblast de Kaliningrad, également appelé théâtre Tilsit, de l'ancien nom de la ville, puis à Kaliningrad, au Théâtre dramatique de l'oblast de Kaliningrad.
Il poursuit sa carrière au Théâtre académique dramatique de la ville d'Omsk.
À partir de 2003, l'acteur de théâtre est de plus en plus sollicité par le cinéma et la télévision, où il obtient quelques rôles principaux : dans les films Le Décrochage (en russe : Отрыв), Il était une fois une fille simple (en russe : Жила-была одна баба), La Cible (en russe : Мишень), ou pour des séries télévisées telles La Tour (en russe : Башня), L'Exécuteur (en russe : Палач),  et d'autres.
Le 21 avril 2005, par décret du président de la fédération de Russie, Vladimir Poutine, Vitali Kichtchenko est fait Artiste émérite de la fédération de Russie « pour services rendus aux arts ».
Depuis 2011, il est acteur invité du Théâtre dramatique russe Fiodor Volkov de la ville de Iaroslavl, et, depuis 2012, acteur invité du Théâtre Mossovet de Moscou.
Depuis le 4 avril 2014, Vitali Kichtchenko campe le personnage de Marc dans la pièce Ivres (en russe : Пьяные) du dramaturge Ivan Vyrypaïev, mise en scène par le réalisateur Victor Ryjakov sur la scène du Théâtre d'art Anton Tchekhov,,,.
Vitali Kichtchenko comptabilise plus d'une soixantaine de films depuis le début de sa carrière cinématographique.

## Carrière

### Rôles au théâtre

#### Théâtre du jeune spectateur de Krasnoïarsk
- 1988 — Zoo Story d'Edward Albee
- 1988 — Invisible (en russe : Невидимка), d'après la pièce de Noël Coward, L'esprit s'amuse

#### Théâtre dramatique de l'oblast de Kaliningrad
- 1998 — Platonov d'Anton Tchekhov, Platonov
- 1998 — Le Songe d'une nuit d'été de William Shakespeare, Lysandre
- 1998 — Dodo de Clive Paton
- 1998 — La Sonate des spectres d'August Strindberg, l'étudiant
- 2009 — La Nuit des rois de William Shakespeare, Orsino
- 2009 — Les Estivants de Maxime Gorki, Piotr Ivanovitch Souslov

#### Théâtre Tilsit
- 1990 — Dring (en russe : Дзынь) d'Evguéni Kharitonov, mise en scène Evguéni Marcelli, l'acteur
- 1990 — Roméo et Juliette de William Shakespeare, Benvolio, cousin et ami de Roméo
- 1990 — Blanche-Neige et les sept nains des Frères Grimm, un ministre
- 1990 — Les Folies amoureuses de Jean-François Regnard, Crispin
- 1991 — E.T. de Steven Spielberg, Mickaël
- 1991 — Couronné de roses blanches d'Evguéni Marcelli, d'après le poème d'Alexandre Blok Les Douze, l'anti-héros
- 1991 — Le Cheval évanoui de Françoise Sagan, Humphrey Darton
- 1992 — Nos pensées interdites (en russe : Наши запретные мысли, en italien : I nostri Pensieri Proibiti) de Leonardo Franchini
- 1992 — Les trois Ivan (en russe : Три Ивана) d'après un livret d'Alexandre Ostrovski, Ivan, l'enfant trouvé
- 1993 — La lampe magique d'Aladdin (en russe : Волшебная лампа Аладдина), un diseur
- 1993 — Oncle Vania d'Anton Tchekhov, le médecin Mikhaïl Lvovitch Astrov
- 1993 — La bataille des papillons (en russe : Бой бабочек, en allemand : Die Schmetterlingsschlacht) d'Hermann Sudermann, Max Winkelmann
- 1993 — Le mystère du lac noir (en russe : Тайна чёрного озера) d'Ekaterina Borissova, un garde
- 1995 — Mascarade de Mikhaïl Lermontov, Eugène Alexandrovitch Arbénine
- 1996 — Fifi Brindacier d'Astrid Lindgren, le clown Jim
- 1996 — Au pays des contes, un diseur
- 1996 — Molière ou la Cabale des dévots de Mikhaïl Boulgakov, l'archevêque
- 1997 — Un mois à la campagne d'Ivan Tourgueniev, Mikhaïl Alexandrovitch Rakitine
- 1997 — Les Fourberies de Scapin de Molière, Octave
- 1997 — Conte du vieux château, un esprit frappeur
- 1999 — Othello ou le Maure de Venise de William Shakespeare, Othello
- 2001 — Cœurs de cristal (en russe : Хрустальные сердца, en italien : Cuori di cristallo) de Renato Giordano, Oscar
- 2003 — Petit tatar (en russe : Татарин маленький) d'Alexeï Poïarkov, Koliaï Koliaïtch
- 2003 — Les Trois Sœurs d'Anton Tchekhov, Alexandre Ignatievitch Verchinine
- 2007 — Numéro mortel d'Oleg Antonov, le clown roux

#### Théâtre académique dramatique d'Omsk
- 2004 — Mademoiselle Julie d'August Strindberg, mise en scène Evguéni Marcelli, Jean
- 2004 — Pièce sans nom d'Anton Tchekhov

#### Théâtre dramatique russe Fiodor Volkov
- 2011 — Pièce sans nom d'Anton Tchekhov, mise en scène Evguéni Marcelli, Mikhaïl Vassilievitch Platonov, instituteur à la campagne[7]

#### Théâtre Mossovet
- 2012 — Don Juan. Version, Don Juan
- 2012 — Les Trois Sœurs d'Anton Tchekhov, mise en scène Andreï Kontchalovski, le capitaine Vassili Vassilievitch Saliony
- 2015 — La Cerisaie d'Anton Tchekhov, mise en scène Andreï Kontchalovski, le marchand Ermolaï Alexéïevitch Lopakhine

#### Théâtre d'art Anton Tchekhov
- 2014 — Ivres d'Ivan Vyrypaïev, mise en scène Victor Ryjakov, Marc, directeur d'un festival de film international

### Filmographie partielle
(janvier 2023).
- 1995 — Je suis un soldat russe
- 2007 — Le Bannissement
- 2007 — Le Décrochage
- 2010 — La Tour (série télévisée)
- 2011 — Chasseurs de diamants (en russe : Охотники за бриллиантами) (série télévisée)
- 2011 — La Cible[réf. nécessaire]
- 2011 : Target (Мишень, Mishen) d'Alexandr Zeldovich.
- 2011 — Il était une fois une fille simple
- 2012 — Le Tigre blanc
- 2014 — Coup de soleil
- 2017 — Anna Karénine (série télévisée)
- 2017 — Anna Karénine, l'histoire de Vronski
- 2017 — Matilda
- 2018 — Dans le port de Cape Town (en russe : В Кейптаунском порту)
- 2019 — Leaving Afghanistan
- 2019 — L'Union du Salut (en russe : Союз Спасения) : empereur Alexandre Ier
- 2020 — Dans la Lune (en russe : На Луне)

## Distinctions

### Décoration
- 2005 — Vitali Kichtchenko est fait Artiste émérite de la fédération de Russie « pour services rendus aux arts »[1], par décret du président Vladimir Poutine.

### Récompenses et nominations
- 2001 — Lauréat du prix régional « Reconnaissance » du ministère de la Culture de l'oblast de Kaliningrad, pour les réalisations dans le domaine de la culture, de la littérature et des arts, « pour le rôle d'Othello dans le spectacle réalisé par Evguéni Marcelli sur la scène du Théâtre Tilsit, ville de Sovetsk ».
- 2005 — Prix de la presse « Pour le charisme discret du génie », « pour le rôle de Jean dans la pièce Mademoiselle Julie d'August Strindberg, mise en scène d'Evguéni Marcelli au Théâtre académique dramatique d'Omsk ».
- 2006 — Lauréat du prix régional « Reconnaissance » dans la catégorie Meilleur rôle masculin « pour le rôle de Jean dans la pièce Mademoiselle Julie d'August Strindberg, mise en scène d'Evguéni Marcelli au Théâtre académique dramatique d'Omsk ».
- 2013 — 3e prix du Service fédéral de sécurité de la fédération de Russie dans le domaine des arts, catégorie « Travail de l'acteur » pour l'année 2012, « pour le rôle de l'officier du contre-espionnage Fedotov dans le film Le Tigre blanc »[8].
- 2013 — Lauréat du Masque d'or dans la catégorie Meilleur rôle masculin, « pour le rôle de l'instituteur de campagne Platonov dans Pièce sans nom, mise en scène par Evguéni Marcelli au Théâtre dramatique russe Fiodor Volkov de Iaroslavl »[7],[9].